# Westbere
Westbere – wieś w Anglii, w hrabstwie Kent, w dystrykcie Canterbury. Leży 6 km na północny wschód od miasta Canterbury i 91 km na wschód od centrum Londynu.